# Torneo de Halle 2022
El Terra Wortmann Open 2022 fue un evento de tenis del ATP Tour 2022 en la serie ATP 500. Se disputó en Halle, Alemania desde el 13 hasta el 19 de junio de 2022.

## Distribución de puntos
| Modalidad            | Campeón | Finalista | Semifinales | Cuartos de final | 2.ª ronda | 1.ª ronda | Clasificados | 2.ª ronda de clasificación | 1.ª ronda de clasificación |
| Individual masculino | 500     | 330       | 200         | 100              | 50        | 0         | 25           | 13                         | 0                          |
| Dobles masculino     | 500     | 300       | 180         | 90               | –         | –         | 45           | 25                         | 0                          |

## Cabezas de serie

### Individual masculino
| Tenista               | Ranking | Preclasificado |
| Daniil Medvédev       | 2       | 1              |
| Stefanos Tsitsipas    | 5       | 2              |
| Andrey Rublev         | 8       | 3              |
| Félix Auger-Aliassime | 9       | 4              |
| Hubert Hurkacz        | 13      | 5              |
| Pablo Carreño         | 19      | 6              |
| Roberto Bautista      | 20      | 7              |
| Karen Khachanov       | 23      | 8              |

- Ranking del 6 de junio de 2022.[2]

### Dobles masculino
| Tenista                            | Ranking | Preclasificado |
| Marcel Granollers Horacio Zeballos | 11      | 1              |
| Marcelo Arévalo Jean-Julien Rojer  | 29      | 2              |
| Tim Puetz Michael Venus            | 30      | 3              |
| Ivan Dodig Austin Krajicek         | 42      | 4              |

## Campeones

### Individual masculino
Hubert Hurkacz venció a  Daniil Medvédev por 6-1, 6-4

### Dobles masculino
Marcel Granollers /  Horacio Zeballos vencieron a  Tim Puetz /  Michael Venus por 6-4, 6-7(5-7), [14-12]